# Marika Tandefelt
Marika Anna Birgitta Tandefelt, född 21 december 1946 i Helsingfors, är en finlandssvensk språkforskare. Hon är dotter till Claus Tandefelt och mor till Henrika Tandefelt.

## Forskarkarriär
Tandefelt blev filosofie doktor vid Uppsala universitet 1988, docent vid Åbo Akademi 1990 och 1991 professor i svenska vid Svenska handelshögskolan i Helsingfors. Hon är pensionerad sedan 2014. Hon var verksam som huvudredaktör för Svenska litteratursällskapets projekt Svenskan i Finland – i dag och i går åren 2010–2017. 
Marika Tandefelt är känd för sina insatser inom tvåspråkighetsforskningen och den svenska språkvården i Finland. Hon har bl.a. skrivit handlingsprogrammet Tänk om ... (2003), ett förslag till handlingsprogram för svenskan i Finland. Marika Tandefelt är en av initiativtagarna till Hugo Bergroth-sällskapet och var 1994–2008 ordförande för Svenska språknämnden i Finland. 1995–2014 var hon medlem av styrelsen för Svenska litteratursällskapet i Finland. Åren 2004–2023 var hon ordförande för Teaterföreningen Lillan r.f., en vänförening i anslutning till Lilla teatern i Helsingfors. 

## Priser och utmärkelser
Marika Tendefelt erhöll Erik Wellanders språkvårdspris 2001, Svenska Akademiens pris för språkforskning och språkvård 2002 samt Svenska folkskolans vänners kulturpris 2007. År 2019 erhöll hon även Svenska Akademiens Finlandspris om 100 000 kronor. År 2020 tilldelades Tandefelt ett pris ur den Bergbomska fonden av Svenska litteratursällskapet.